# Hamza Rafia
Hamza Rafia (arabisch حمزة رفيعة, DMG Ḥamza Rafīʿa; * 2. April 1999 in Kalaat Senan) ist ein tunesisch-französischer Fußballspieler.

## Karriere

### Verein
Rafia startete seine Karriere in Frankreich in der Jugend von Olympique Lyon, wo er zur Saison 2017/18 in die zweite Mannschaft vorrückte und in den nächsten Jahren im CFA zum Einsatz kam. Zur Saison 2019/20 wechselte er in die U23 von Juventus Turin, wo er nun in der Serie C spielte. In der Folge kam er für Juventus auch in der ersten Mannschaft zum Einsatz. Im Achtelfinale der Coppa Italia 2020/21 gegen den CFC Genua wurde Rafia von Trainer Andrea Pirlo in der 77. Minute für Manolo Portanova eingewechselt, in der 105. Minute erzielte er den Siegtreffer zum 3:2. Aufgrund eines Pastellasehnenrisses verpasste Rafia die nächsten Pokalrunden und mögliche Ligaeinsätze. Zum Saisonstart 2021/22 wurde er für die Hinrunde an Standard Lüttich ausgeliehen, wo er erstmals Einsätze in einer ersten Liga bekam. Zur Rückrunde folgte bis zum Ende der Spielzeit eine Leihe zur US Cremonese.

### Nationalmannschaft
Seinen ersten bekannten Einsatz für die tunesischen A-Nationalmannschaft absolvierte Rafia am 6. September 2019 beim 1:0-Sieg im Freundschaftsspiel gegen Mauretanien. Nach weiteren Freundschafts- und auch Qualifikationsspielen war sein erstes Turnier der Afrika-Cup 2022, wo er in vier Partien zum Einsatz kam.

## Erfolge
- Italienischer Pokalsieger: 2020/21